# Edith Schaar
Edith Schaar   (Pommern, 7 de maig de 1926) és una artista del tapís alemanya establerta al poble de la Floresta d'ençà de finals de la dècada del 1980.

## Biografia
Edith Schaar va arribar a la Floresta seguint el somni del seu amic historiador de l'art i filòsof, Diether Rudloff, que volia restaurar el Castell de la Floresta per a convertir-lo en un centre de cultura lliure. Fins a aquest poble de les Garrigues també hi van fer cap altres artistes alemanys, però després de la mort de Rudloff el 1989, només hi va romandre ella.
Formada en l'expressionisme, l'abstracció i el cubisme, les seves creacions són un homenatge a la natura, a la llum, al color i a l'experimentació tècnica i conceptual. Utilitza llanes i fils tenyits per ella mateixa a través de plantes naturals que conrea al jardí, seguint les tècniques que va aprendre dels pobles amerindis que va conèixer durant els anys que va viure al Brasil, com a professora a l'escola Waldorf de São Paulo, i als Estats Units d'Amèrica.